# Saurauia squamifructa
Saurauia squamifructa är en tvåhjärtbladig växtart som beskrevs av G. E. Hunter. Saurauia squamifructa ingår i släktet Saurauia och familjen Actinidiaceae. Inga underarter finns listade i Catalogue of Life.